# Степанюк Юрій Миколайович
Юрій Миколайович Степанюк (нар. 3 березня 1983) — український футболіст, що виступає на позиції півзахисника.

## Життєпис
Юрій степанюк народився 3 березня 1983 року. Кар'єру гравця розпочав у 2001 році в аматорському клубі «Ригонда-2» (Біла Церква), в складі якого зіграв 24 матч (1 гол). Вдала та впевнена грав Юрія змусила на нього звернути увагу головного клубу Білої Церкви, «Росі», яка в той час виступала в другій лізі чемпіонату України. На професіональному рівні зіграв свій перший матч 14 липня 2001 року в 1-му раунді кубку України проти «Олімпії ФК АЕС», в якому білоцерківська команда здобула перемогу з рахунком 1:0. Юрій в тому поєдинку вийшов на поле на 73-ій хвилині замість Івана Карпини. А свій перший матч в чемпіонатах України провів 30 липня 2001 року в 2-му турі групи Б другої ліги чемпіонату України проти сімферпольського «Динамо», в якому білоцерківська команда поступилася з рахунком 0:1. В цьому матчі Степанюк вийшов на поле на 89-ій хвилині Сергія Шевченка, який в свою чергу на 80-ій хвилині замінив Євгенія Розку. Загалом з 2001 по 2004 роки в чемпіонатах України відіграв 36 матчів, ще 2 поєдинки провів у кубку України.
В сезоні 2006/07 років виступав у складі аматорського міні-футбольного клубу «Арсенал» (Біла Церква). В 2007 році розпочав виступи в аматорському клубі «Арсенал» (Біла Церква), в складі якого зіграв 7 матчів (1 гол). Починаючи з сезону 2007/08 років виступав у друголіговому білоцерківського «Арсеналу». В складі білоцерківського клубу забив свій перший гол у професіональній кар'єрі. Сталося це 18 квітня 2008 року на 9-ій хвилині домашнього матчу 20-го туру групи А другої ліги чемпіонату України проти рівненського «Вереса». «Арсенал» в тому матчі здобув перемогу з рахунком 2:1. Юрій же вийшов на поле в стартовому складі та відіграв увесь матч. У складі білоцерківської команди виступав до 2010 року. В сезоні 2008/09 років став срібним призером групи А другої ліги чемпіонату України. За час проведений в «Арсеналі» в чемпіонатах України зіграв 79 матчів та забив 5 м'ячів, у кубку України — 4 матчі.
Другу частину сезону 2010/11 років виступав у аматорських клубах з чемпіонату Київської області, ФК «Путрівці» та «Інтегралі» (Синява).
В 2011 році знову повертається до професіонального футболу та підписує контракт з чернігівською «Десною». Проте в команді надовго не затримався. Зіграв 3 матчі в другій лізі та залишив клуб. Другу частину сезону 2011/12 років знову провів на аматорському рівні, виступаючи в складі «Інтегралу» (Синява).
Напередодні старту сезону 2012/13 років перейшов до головкіського «УкрАгроКому», в якому провів наступні два сезони своєї кар'єри. В складі клубу з Олександрійського району дебютував 14 липня 2012 року в виїзному матчі 1-го туру групи Б чемпіонату України з футболу серед клубів другої ліги проти дніпродзеринської «Сталі». Матч завершився перемогою головківської команди з рахунком 1:0. Юрій в тому поєдинку вийшов у стартовому складі та відіграв увесь матч, а на 91-ій хвилині отримав жовту картку. Свій перший та єдиний м'яч у футболці аграріїв забив 21 листопада 2012 року в домашньому матчі 25-го туру чемпіонату України з футболу серед клубів другої ліги проти донецького «Шахтаря-3». Степанюк вийшов на поле в стартовому складі та відіграв увесь матч, на 31-ій хвилині отримав жовту картку, а на 79-ій забив єдиний та переможний м'яч для УАКу в тому поєдинку. За підсумками сезону 2012/13 років головківська команда спочатку стала переможницею групи Б, а потім й фінального раунду другої ліги чемпіонату України. Наступного сезону Юрій разом з клубом виступав уже в першій лізі, за підсумками якого аграрії посіли 8-ме місце. Протягом цих двох сезонів у чемпіонаті України зіграв 61 матч, ще 4 матчі провів у кубку України. По завершенні сезону 2013/14 років «УкрАгроКом» та ПФК «Олександрія» були об'єднані в один клуб, багато-хто з гравців та персоналу аграріїв не потрапив до об'єднаного клубу й у статусі вільного агента змушений був займатися своїм працевлаштуванням самостійно. Не став винятком з цієї групи й Юрій Степанюк.
В 2014 році перейшов до складу клубу «Агрофірма-П'ятихатська», яка виступала в аматорському чемпіонаті України.
В 2015 році втретє повернувся до Білої Церкви, де половину сезону виступав у друголіговому клубі «Арсенал-Київщина», у футболці якого провів 11 матчів.
По завершенні сезону знову почав виступати на аматорському рівні. В 2015 році захищав кольори лебединського клубу «ЛНЗ-Лебедин», який виступав у Чемпіонаті Черкаської області. Того ж року витупав уже в клубі з Київщини, «Інтеграл». В 2016 році повернувся в Черкаську область, почав виступати в складі УТК-Ятрань.

## Досягнення

### На професіональному рівні
- Друга ліга чемпіонату України
  -  Чемпіон (1): 2012/13 (Група Б)
  -  Чемпіон (1): 2012/13 (Фінальний етап)
  -  Срібний призер (1): 2008/09

### На аматорському рівні
- Кубок України серед аматорів
  -  Володар (1): 2014

- Чемпіонат України серед аматорів
  -  Срібний призер (1): 2014

- Кубок Київської області
  -  Фіналіст (1): 2011

- Чемпіонат Київської області
  -  Бронзовий призер (1): 2011

- Кубка Кіровоградської області
  -  Володар (1): 2014

- Чемпіонат Кіровоградської області
  -  Чемпіон (1): 2014